# Suka Rami (Kaur Tengah)
Suka Rami is een bestuurslaag in het regentschap Kaur van de provincie Bengkulu, Indonesië. Suka Rami telt 521 inwoners (volkstelling 2010).